# Лоренцо Фортунато
Лоренцо Фортунато (итал. Lorenzo Fortunato; 9. мај 1996) италијански је професионални бициклиста који тренутно вози за UCI ворлд тур тим — ХДС Астана. Освојио је по једном Адријатика јоника трку, Вуелта а Астуријас, брдску класификацију на Ђиро д’Италији и награду за најагресивнијег возача на Ђиро д’Италију, гдје је остварио једну етапну побједу.
Професионалну каријеру је почео 2019. године, када је Тур оф Албанију завршио на четвртом мјесту. Године 2021. возио је своју прву гранд тур трку — Ђиро д’Италију, гдје је остварио једну етапну побједу из бијега, на успону Монте Зонколан, након чега је освојио Адријатика јоника трку уз једну етапну побједу и освојену брдску класификацију. Године 2022. завршио је Вуелта а Астуријас трку на другом мјесту и Ђиро дел’Емилију на шестом, док је 2023. освојио Вуелта а Астуријас уз једну етапну побједу и завршио је Тур оф Алпс на петом мјесту у генералном пласману. У мају је возио Ђиро д’Италију, гдје није успио да оствари побједу и завршио је на 21 мјесту у генералном пласману, након чега је Тур оф Словенију завршио на шестом мјесту.